# Craugastor angelicus
Craugastor angelicus är en groddjursart som först beskrevs av Savage 1975.  Craugastor angelicus ingår i släktet Craugastor och familjen Craugastoridae. IUCN kategoriserar arten globalt som akut hotad. Inga underarter finns listade i Catalogue of Life.